# Melicope evansensis
Melicope evansensis är en vinruteväxtart som först beskrevs av Albert Charles Smith, och fick sitt nu gällande namn av A.C. Smith. Melicope evansensis ingår i släktet Melicope och familjen vinruteväxter. Inga underarter finns listade i Catalogue of Life.